# Ian Taylor (voetballer)
Ian Kenneth Taylor (Birmingham, 4 juni 1968) is een Engels voormalig voetballer die bij voorkeur als offensieve middenvelder speelde. Hij speelde negen seizoenen voor Aston Villa in de Premier League en won de League Cup in 1996.

## Clubcarrière

### Port Vale en Sheffield Wednesday
Taylor begon zijn loopbaan bij tweedeklasser Port Vale in 1992. In zijn jeugd speelde hij als aanvaller voor Moor Green. Taylor debuteerde voor Port Vale tegen De Graafschap in een internationaal toernooi en werd in het seizoen 1992/1993 meteen topschutter van de Second Division met 15 doelpunten. In het seizoen 1993/1994 won hij met Port Vale de Football League Trophy, een trofee waarvoor geen ploegen uit de Premier League kunnen strijden. In zijn tweede seizoen scoorde Taylor nog eens 13 doelpunten. Taylor genoot interesse van een aantal Premier League-clubs, maar het was uiteindelijk Sheffield Wednesday dat hem in de zomer van 1994 kon strikken voor een bedrag van £ 1.000.000. Hij speelde 14 competitiewedstrijden voor Sheffield Wednesday in de Premier League, maar scoorde slechts één keer. Taylor was bij Sheffield Wednesday steeds vaker in een offensieve rol terug te vinden als spelmaker, waardoor hij minder in stelling werd gebracht voor doel.

### Aston Villa
Taylor speelde zich op de positie van offensieve middenvelder in de kijker van Aston Villa, dat hem in de winter van het seizoen 1994/1995 weghaalde bij Sheffield Wednesday. Taylor werd geboren in Birmingham en was al zijn hele leven supporter van Aston Villa, de grootste club uit Birmingham. Zijn jarenlange clubliefde zorgde ervoor dat hij meteen geliefd was bij fans. Zijn eerste seizoen bij Villa verliep echter stroef want de club vermeed nipt een degradatie uit de Premier League. Taylor won met Aston Villa de League Cup in 1996. Aston Villa klopte Leeds United met 3-0. Taylor was auteur van een doelpunt (2-0) na 55 minuten. In mei 2000 stond hij met Villa in de finale van de FA Cup. Aston Villa ging met 1-0 de boot in tegen Chelsea door een doelpunt van Roberto Di Matteo diep in de tweede helft. Na de komst van manager Graham Taylor verdween Taylor wat naar het achterplan. Hij speelde nog 18 competitiewedstrijden in het seizoen 2002/2003 en verliet Villa Park, evenals linksback Alan Wright.

### Derby County
Taylor verbond zijn toekomst aan Derby County, waar hij twee seizoenen actief was in de First Division, het huidige Championship. 

### Northampton Town
In de zomer van 2005 verliet hij Derby County en tekende bij Northampton Town, op dat moment actief in de League Two. Taylor beëindigde zijn spelersloopbaan in 2007.

## Erelijst
| Competitie  |             |             |
| Competitie  | Aantal      | Jaren       |
| Aston Villa | Aston Villa | Aston Villa |
| ----------- | ----------- | ----------- |
| League Cup  | 1×          | 1995/96     |